# Đại học tư thục
Trường đại học tư thục hay đại học dân lập là một cơ sở giáo dục bậc cao, về tuyển sinh, đào tạo thì tuân theo quy chế của Bộ GD&ĐT, văn bằng có giá trị tương đương như văn bằng công lập. Là trường tư do cá nhân hoặc tổ chức trong một nước xin phép thành lập và tự đầu tư. Không giống những trường đại học công lập, đại học tư thục không nhận được sự hỗ trợ về vốn của Nhà nước, nguồn tài chính để hoạt động của họ là từ học phí của sinh viên học tại trường, khách hàng và các khoản hiến tặng. Học phí tại các trường này có xu hướng lớn hơn nhiều so với trường đại học công lập.

## Mô hình đại học tư thục trên thế giới
Mô hình trường đại học tư thục phổ biến ở một số nước như Bangladesh, Brasil, Trung Quốc, Chile, Ai Cập, Ấn Độ, Indonesia, Ireland, Nhật Bản, Malaysia, México, Pakistan, Hàn Quốc, Mỹ và Việt Nam...
Một số trường đại học tư thục (dân lập) tiêu biểu hàng đầu trên thế giới như: Massachusetts Institute of Technology (MIT), Stanford University, Harvard University, Yale University, Princeton University, Columbia University, University of Chicago, Washington University in St. Louis...

## Mô hình đại học tư thục ở Việt Nam
Tại Việt Nam hiện nay, vẫn có sự phân biệt giữa đại học công lập và đại học tư thục tuy không rõ nét lắm, và chưa có quy định rõ ràng. Tuy nhiên, suốt các năm qua nhờ đổi mới giáo dục, các trường đại học tư thục đã được thành lập nhiều và từng bước trưởng thành thành các trường lớn, thu hút nhiều sinh viên theo học.

## Đầu tư cho đại học tư thục
Các tập đoàn giáo dục đã đầu tư cho đại học tư thục từ khá sớm, ngay những năm đầu sau đổi mới. Điển hình có các trường Trường Đại học Duy Tân,  Trường Đại học Phú Xuân của Tập đoàn Giáo dục EQuest, Trường Đại học Hoa Sen, Trường Đại học Quốc tế Hồng Bàng của Tập đoàn Nguyễn Hoàng (NHG), Trường Đại học FPT của Tập đoàn FPT, Đại học Quốc tế Bắc Hà,...